# A Marcha
A Marcha é o título de um filme brasileiro de 1972 estrelado por Pelé.
Com enredo baseado em obra literária de Afonso Schmidt, o filme teve direção de Oswaldo Sampaio e fraca recepção em público e em crítica.
A família do escritor Afonso Schmidt ingressou na justiça em 1972 pelos direitos autorais e a produção entrou com um acordo que possibilitou a estreia do filme em 27 de julho daquele ano, obtendo então a maior soma já paga por direitos autorais no cinema brasileiro.

## Enredo
A história se passa durante as lutas pela abolição da escravatura no Brasil onde o estudante Boaventura e o escravo forro Chico Bondade se infiltram em vários lugares a fim de instruir os escravos a fugirem, de forma que quando os proprietários fossem ter a suas senzalas as mesmas se encontravam vazias, pois os cativos haviam escapado com ajuda dos dois e levados para lugares onde seria fácil obter-lhes a liberdade.
Entre os muitos episódios retratados, há uma marcha de protesto liderada por Chico Bondade junto aos escravos e as tropas do exército, convocadas para reprimir a manifestação, se recusam a combatê-los.

## Elenco
O elenco era composto por:
- Pelé como Chico Bondade
- Paulo Goulart como Laerte Boaventura
- Nicete Bruno como Lucila Jovine
- Isaura Bruno como Rosália
- Verah Sampaio como Dona Ana Boaventura
- Ruthinéa de Moraes como Tia Sinhara Boaventura
- Lola Brah como Dona Nelle Jovine
- Goulart de Andrade como Simão
- Rodolfo Mayer como Xisto Bahia
- José Policena como Dr. Lopes
- Ricardo Campos como como Detetive Januário
- Henricão como escravo Jeremias
- Henrique Felipe da Costa como escravo Juca
- Francisco Egydio como escravo Tobias
- Deoclides Gouvêa como escravo Terêncio
- Samuel dos Santos como escravo Tonico
- João José Pompeo como abolicionista
- Sadi Cabral como abolicionista
- Jayme Barcellos como abolicionista
- Silvio de Abreu como abolicionista
- Manuel de Nóbrega como abolicionista